# 環紋海蝠魚
環紋海蝠魚（学名：Malthopsis annulifera），又名棘茄魚，为輻鰭魚綱鮟鱇目棘茄魚亞目棘茄魚科海蝠魚屬下的一个种，為深海底棲性魚類，分布於西太平洋區，從日本南部、臺灣、菲律賓至費尼克斯群島海域，棲息深度305-390公尺，體長可達9公分，棲息在沙泥底質水域，生活習性不明。

## 扩展阅读
- Fishbase